# NGC 62
NGC 62 és una galàxia espiral barrada localitzada a la constel·lació de la Balena. S'hi troba en ascensió recta 00h 17m 05.4s, dec −13° 29′ 15″ i té una magnitud aparent de 13.5.